# Mykola Zlotchevsky
Mykola Vladislavovytch Zlotchevski (en ukrainien : Микола Владиславович Злочевський, né le 14 juin 1966 à Kiev), est un homme d'affaires et homme politique ukrainien. Il est ministre de l'Écologie et des Ressources naturelles de juillet 2010 à avril 2012 et secrétaire adjoint du Conseil de la sécurité économique et sociale au Conseil de la sécurité nationale et de la défense d'avril 2012 à février 2014, jusqu'à la crise d'Euromaïdan,,.

## Biographie
Il sert dans le premier et le deuxième cabinet de Mykola Azarov, sous la présidence de Viktor Ianoukovitch. En 2002, il cofonde la plus grande société de pétrole et de gaz naturel indépendante Burisma Holdings avec l'homme d'affaires ukrainien Nikolaï Lissine (uk),. En tant que propriétaire unique de Burisma Holdings, société inscrite à Chypre, il détient les producteurs ukrainiens de gaz et de pétrole Aldea, Pari, Esko-Pivnitch, ainsi que la First Ukrainian Petroleum Company et le groupe d'investissement Brociti Investments,,,,.
Il est ministre de l'Écologie et des Ressources naturelles de juillet 2010 à avril 2012.
En 2012, Victor Pchonka, le procureur général ukrainien, commencé à enquête sur Mykola Zlotchevsky en raison d'allégations de blanchiment d'argent, d'évasion fiscale et de corruption en 2010-2012.
En avril 2014, Zlotchevsky nomme Hunter Biden, fils du vice-président américain de l'époque, Joe Biden, au conseil d'administration de Burisma en tant que directeur, où il aurait gagné plus de 80 000 dollars par mois. Joe Biden était devenu l'homme de confiance de l'Ukraine après février 2014, et le renversement du président pro-russe, Viktor Ianoukovitch. L'administration du président américain Barack Obama était alors prête à travailler avec le nouveau gouvernement, une position partagée avec les gouvernements et institutions européens, tels que la Banque mondiale et le Fonds monétaire international. Mais tous étaient préoccupés par la corruption, qui sévissait dans le pays depuis son indépendance en 1991. Joe Biden est devenu un visiteur fréquent de l'Ukraine. Selon son propre décompte, Biden a déclaré qu'il y était allé une douzaine de fois du début 2014 au début 2016.
En avril 2014, le Serious Fraud Office du Royaume-Uni a gèle environ 23 millions de dollars appartenant à des sociétés contrôlées par Zlotchevsky. Fin 2014, Zlotchevsky fuit l'Ukraine au milieu d'allégations d'enrichissement personnel illégal et de légalisation de fonds (article 368-2, Code pénal ukrainien) pendant son mandat dans la fonction publique. En janvier 2015, le procureur général Vitaly Yarema annonce que Zlotchevsky avait été mis sur la liste des personnes recherchées pour corruption financière présumée. Fin janvier 2015, la Cour pénale centrale de Londres débloque les 23 millions de dollars bloqués sur les comptes de Zlotchevsky en raison de preuves insuffisantes.
Début novembre 2014, la Deutsche Bank signale que 24 millions de dollars de fonds de ses sociétés avaient été transférés de Chypre à la succursale lettone de PrivatBank, la banque détenue en copropriété par l'oligarque de la région de Dnipropetrovsk, Ihor Kolomoïsky, et nationalisée fin 2016,.
Le 15 juin 2018, Zlotchevski est accusé d'avoir illégalement octroyé des licences de pétrole et de gaz aux sociétés qui lui appartenaient en 2010-2012 alors qu'il était ministre de l'écologie, après que le tribunal du district de Solomianski à Kiev ait annulé la décision du bureau du procureur spécialisé dans la lutte contre la corruption (SAP) de mettre fin à une procédure pénale contre lui en 2017. Le 18 avril 2018, des enregistrements de conversations entre le président de l'Ukraine, Petro Porochenko et Zlotchevski, sont rendus publics, enregistrements qui évoquaient des questions de pots-de-vin,,. Fin 2014, il fuit l'Ukraine à la suite d'allégations d'enrichissement personnel et de corruption au cours de son mandat. Il retourne en Ukraine en février 2018 après la clôture de l'enquête sur sa société Burisma Holdings en décembre 2017, sans qu'aucune accusation n'ait été portée contre lui.